# Ezechiele (patriarca Chiesa d'Oriente)
Ezechiele (... – ca. 581) è stato un vescovo cristiano orientale siro, vescovo di Zabe, metropolita di Seleucia-Ctesifonte e patriarca della Chiesa d'Oriente tra il 570 e il 581.

## Biografia
Le informazioni relative a questo patriarca della Chiesa d'Oriente sono riportate da Barebreo nel suo Chronicon ecclesiasticum, dagli storici nestoriani Mari, ʿAmr e Sliba, e dalla Cronaca di Seert.
Secondo queste fonti, prima di essere eletto patriarca della Chiesa persiana, Ezechiele era stato discepolo di Mar Aba I e genero di Mar Paolo, e fu nominato vescovo di Zabe, nella provincia ecclesiastica di Beth Aramaye, dal patriarca Mar Giuseppe. Quando quest'ultimo perse il favore de re Cosroe I e fu deposto, Ezechiele fu scelto per la successione. I sostenitori del deposto patriarca tuttavia opposero una viva resistenza e grazie agli appoggi che ancora avevano alla corte reale resero impossibile l'intronizzazione di Ezechiele. Di fatto per tre anni la sede di Seleucia-Ctesifonte rimase vacante ed amministrata dal vescovo di Kaskar. Solo nel 570, alla morte di Giuseppe, Ezechiele poté effettivamente prendere possesso della sua sede.
Due sono i fatti certi della vita di Ezechiele. Nel 573 accompagnò il re Cosroe I nella sua campagna militare contro i Bizantini, soggiornando a Nisibi. Nel febbraio 576 convocò a Seleucia-Ctesifonte un concilio della Chiesa persiana al quale parteciparono tre metropoliti e ventisette vescovi; i 39 canoni degli atti conciliari sono stati conservati nel Synodicon orientale.
Ezechiele non ebbe molta stima per i suoi vescovi, che considerava dei "ciechi che guidavano altri ciechi". Per ironia della sorte, secondo la testimonianza di Barebreo, negli ultimi due anni della sua vita il patriarca fu colpito lui stesso da cecità.
Ezechiele morì nel 581 circa e gli succedette Mar Ishoʿyahb I.